# Carolyn George
Carolyn George (Dallas, 6 de septiembre de 1927 — Nueva York, 10 de febrero de 2009) fue una bailarina y fotógrafa estadounidense.

## Biografía
George era descendiente de los primeros colonos de Waco (Texas). Estudió en el School of American Ballet (SAB) y en la escuela del Ballet de San Francisco. Comenzó como profesional en 1952 en los musicales de Broadway y se unió al New York City Ballet (NYCB) en la gira europea del Lago de los cisnes de George Balanchine.
A partir de aquí, empezó a coger el rango de solista como Souvenirs de Todd Bolender, Five Gifts William Dollar o Fanfare de Jerome Robbins.
En el NYCB conoció al que sería su marido Jacques d'Amboise, con el que se casó en 1956. La pareja tuvo cuatro hijos. Uno de ellos los bailarines Christopher y Charlotte, que se casó con Terrence Mann.
Hasta su muerte, George continuó trabajando como fotógrafa, habiendo comenzado en NYCB y SAB; su trabajo aparece en la autobiografía de su hijo Año bisiesto: un año en la vida de una bailarina. Murió el 10 de febrero de 2009, en su casa de Manhattan, a causa de esclerosis lateral primaria, a la edad de 81 años.
Su fotografía fueron recopiladas por Jacques d'Amboise y Hope Cooke en el libro Teaching the Magic of Dance.